# Louis Grootjans
Louis Grootjans (Diest, 16 november 1889 - Brussel, 8 oktober 1961) was een Belgisch notaris en liberaal politicus voor de LP.

## Levensloop
Gepromoveerd tot doctor in de rechten, werd Grootjans notaris in Diest. 
Daarnaast was hij politiek actief. Hij werd er verkozen tot gemeenteraadslid en werd er dienstdoend burgemeester van 1955 tot 1958. Daarnaast was hij van 1932 tot 1946 Brabants provincieraadslid, alsook van 1949 tot 1950 senator voor het kiesarrondissement Leuven.